# Plagiogramma tersus
Plagiogramma tersus är en skalbaggsart som först beskrevs av Wilhelm Ferdinand Erichson 1834.  Plagiogramma tersus ingår i släktet Plagiogramma och familjen stumpbaggar. Inga underarter finns listade i Catalogue of Life.